# One for the Road (Arctic Monkeys)
One for the Road è una canzone degli Arctic Monkeys, indie rock band originaria di Sheffield.
La canzone è contenuta nell'album AM, quinto lavoro della band, ed è stata pubblicata come singolo il 23 ottobre 2013 insieme al video relativo, dopo R U Mine?, Do I Wanna Know? e Why'd You Only Call Me When You're High?.
Il singolo è disponibile nel formato vinile 7" e in digitale.
Il 9 dicembre 2013 è stata pubblicata la sua B-Side You're So Dark tramite YouTube.

## Video musicale
Il video musicale è stato diretto da Focus Creeps, con il quale la band aveva già lavorato in alcuni video precedenti, tra cui R U Mine?.
Il video mostra principalmente il chitarrista della band, Jamie Cook, guidare un trattore; la scena è inframezzata da riprese della band. Il video si conclude con riprese di modelle e fuochi d'artificio.

## Classifiche

### Classifiche settimanali
| Classifica (2013)   | Posizione massima |
| ------------------- | ----------------- |
| Belgio (Fiandre)    | 76                |
| Regno Unito         | 112               |
| Regno Unito (Indie) | 14                |